# Rosenborg Slot
Rosenborg slot er et slot i centrum af København. Slottet er opført af Christian 4. i årene 1606-1633 og er i dag kulturhistorisk museum under Kongernes Samling, der også omfatter Amalienborgmuseet og Koldinghus. 
Udstillingen på Rosenborg fortæller de danske kongers historie gennem 300 år fra Christian 4. til Frederik 7. og omfatter de danske kronregalier og kronjuveler samt Danmarks tronstol.

## Rosenborgs historie
Rosenborg blev opført i forbindelse med den store byudvidelse, Christian 4. igangsatte i begyndelsen af 1600-tallet. Kongen opkøbte i 1606 et stort antal grunde udenfor den daværende Nørrevold, der udover at lægge grund til hans lystslot også kunne rumme en park og en køkkenhave til at forsyne hoffet. Slottet startede beskedent som en lille eremitage, men i løbet af 28 år undergik det fire byggefaser og stod færdigt i 1633 som det slot, vi kender i dag. Christian 4. elskede at opholde sig på slottet, der blev hans yndlingsslot. Kærligheden til slottet var så stor, at han som døende på Frederiksborg befalede, at han skulle transporteres på slæde til Rosenborg for at ende sine dage her.[kilde mangler]
Rosenborg blev brugt som kongelig bolig frem til ca. 1710, hvor Christian 4.s oldebarn Frederik 4. opgav det til fordel for andre og mere tidssvarende sommerboliger. I stedet lod han slottet blive rammen om de kongelige samlinger, og det er årsagen til de mange velbevarede interiører, som er noget særligt for Rosenborg. Efter Frederik 4. blev Rosenborg kun brugt som kongebolig ved to lejligheder, begge nødsituationer: efter Christiansborgs brand i 1794 og under Slaget på Reden i 1801.[kilde mangler]
I begyndelsen af 1800-tallet opstod tanken om at gøre kongehusets samlinger tilgængelige for offentligheden. Man besluttede i den forbindelse at etablere interiøropstillinger, der kronologisk fulgte de kongelige generationsskifter. Dermed blev en rundgang på Rosenborg en rejse gennem Danmarkshistorien fra Christian 4. og frem. Slottet åbnede for offentligheden i 1838.
Efter enevældens afskaffelse i 1849 blev de kongelige slotte statseje. I 1854 indgik Frederik 7. den overenskomst med staten, at samlingen blev en slags fideikommis, arveligt fra konge til konge.[kilde mangler]

## Arkitekturen
Rosenborg Slot fremstår i dag med sine høje tårne og sit røde, sandstensornamenterede murværk som en fornem repræsentant for Christian 4.s mange bygværker, helstøbt trods mange ændringer undervejs. Det er opført i den særlige nederlandske renæssancestil, der blev typisk for periodens danske bygningsværker. Et par arkitektnavne, Bertel Langes og Hans van Steenwinckels, er knyttet til slottet. Christian 4. havde en stor indsigt i arkitektur og gik op i sine bygningsværker med liv og sjæl. Kongens personlige indsats i forhold til Rosenborg diskuteres ofte, men han har utvivlsomt leveret mange af idéerne.[kilde mangler]